# Chumash barbareño
Le chumash barbareño (ou barbareño) est une langue amérindienne de la famille des langues chumash parlée aux États-Unis, dans la région de Santa Barbara, dans le Sud de la Californie. La langue est éteinte.

## Connaissance de la langue
Mary Yee, aussi connue sous le nom de Mary Desoto, décédée en 1965, fut la dernière locutrice du barbareño, et la dernière locutrice d'une langue chumash. John Peabody Harrington et Madison Beeler ont successivement travaillé avec elle pour documenter la langue.

## Variétés
La langue tire son nom de la variété parlée autour de la mission de Santa Barbara et de Goleta. Un autre dialecte de la langue, celui de Dos Pueblos est connu.

## Phonologie
Le système phonologique, établi par Madson S. Beeler, est identique à celui du chumash ventureño.

### Voyelles
|         | Antérieure | Centrale | Postérieure |
| ------- | ---------- | -------- | ----------- |
| Fermée  | i [i]      | ɨ [ɨ]    | u [u]       |
| Moyenne | e [e]      |          | o [o]       |
| Ouverte |            | a [a]    |             |

### Consonnes
|               |           | Bilabiale | Dentale | Alvéolaire | Latérale | Palatale | Vélaire | Uvulaire | Glottale |
| ------------- | --------- | --------- | ------- | ---------- | -------- | -------- | ------- | -------- | -------- |
| Occlusives    | Sourdes   | p [p]     | t [t]   |            |          |          | k [k]   | q [q]    | ʔ [ʔ]    |
| Occlusives    | Aspirées  | ph [pʰ]   | th [tʰ] |            |          |          | kh [kʰ] | qh [qʰ]  |          |
| Occlusives    | Glottales | pʼ [pʼ]   | tʼ [tʼ] |            |          |          | kʼ [kʾ] | qʼ [qʾ]  |          |
| Fricatives    | Sourdes   |           | s [s]   |            |          | š [ʃ]    |         | x [χ]    | h [h]    |
| Fricatives    | Aspirées  |           | sh [sʰ] |            |          | šh [ʃʰ]  |         |          |          |
| Fricatives    | Éjectives |           | sʾ [sʾ] |            |          | šʾ [ʃʾ]  |         | xʼ [χʾ]  |          |
| Affriquées    | Sourdes   |           |         | c [t͡s]     |          | č [t͡ʃ]   |         |          |          |
| Affriquées    | Aspirées  |           |         | ch [t͡sʰ]   |          | čh [t͡ʃʰ] |         |          |          |
| Affriquées    | Glottales |           |         | cʾ [t͡sʾ]   |          | čʼ [t͡ʃʼ] |         |          |          |
| Nasales       | Simples   | m [m]     | n [n]   |            |          |          |         |          |          |
| Nasales       | Glottales | mʼ [mʼ]   | nʼ [nʼ] |            |          |          |         |          |          |
| Liquides      | simples   |           |         |            | l [l]    |          |         |          |          |
| Liquides      | Glottales |           |         |            | lʼ [lʼ]  |          |         |          |          |
| Semi-voyelles | simples   | w [w]     |         |            |          | j [j]    |         |          |          |
| Semi-voyelles | Glottales | wʼ [wʼ]   |         |            |          | jʼ [jʼ]  |         |          |          |

## Vocabulaire
Quelques exemples du vocabulaire barbareño.
| français   | barbareño |
| ---------- | --------- |
| oreille    | tuˀ       |
| maison     | ˀap       |
| construire | ˀapʰan    |
| faire      | eqwel     |
| mouche     | ˀaxulpes  |
| un         | pak’a     |
| deux       | iškom’    |
| trois      | masix     |
| quatre     | skum’u    |
| cinq       | yitipak’a |
| six        | yitiškom’ |